# 赖家大院
赖家大院，位于中国云南省丽江市古城区大研街道光义街光碧巷29号，建于民国二十五年（1936年）。
2011年3月9日，赖家大院公布为县级文物保护单位。